# Rękawica (skała)
Rękawica, zwana też Pięciopalcówką lub Białą Ręką – wybitna skała o charakterystycznym kształcie w Ojcowskim Parku Narodowym. Zbudowana jest z jurajskich wapieni. Znajduje się w środkowej części Doliny Prądnika, na jego zachodnim zboczu w masywie Góry Koronnej i wznosi się ok. 85 m powyżej dna doliny.
Nazwa skały związana jest z legendą, według której podczas jednego z najazdów tatarskich ludność okoliczna szukała schronienia w Jaskini Ciemnej, wejście do której znajduje się w pobliżu. Jednak Tatarzy penetrowali dolinę poszukując ludności. Wówczas Bóg zasłonił wejście do jaskini własną ręką, ratując w ten sposób ludzi od śmierci lub haniebnej niewoli. Rzeczywiście, skała składająca się w górnej części z 5 palczastych kolumn, przypomina swoim kształtem dłoń. Jest dobrze widoczna zarówno z dna doliny, jak i ze szlaku turystycznego prowadzącego przez Górę Koronną. Z platformy widokowej przy wejściu do Jaskini Ciemnej widać ją z bliska, z profilu. Nie wolno uprawiać na niej wspinaczki skałkowej.

## Szlak turystyki pieszej
Doliną Prądnika, naprzeciwko Bramy Krakowskiej, wejście obok skały Słupek, przez wąwóz Wawrzonowy Dół, wypłaszczenie Skały Krukowskiego, Jaskinię Ciemną, powyżej skały Rękawica, przez punkty widokowe na górze Koronnej i Wapienniku, obok Skały Puchacza do dna Doliny Prądnika przy wylocie Wąwozu Smardzowickiego. 

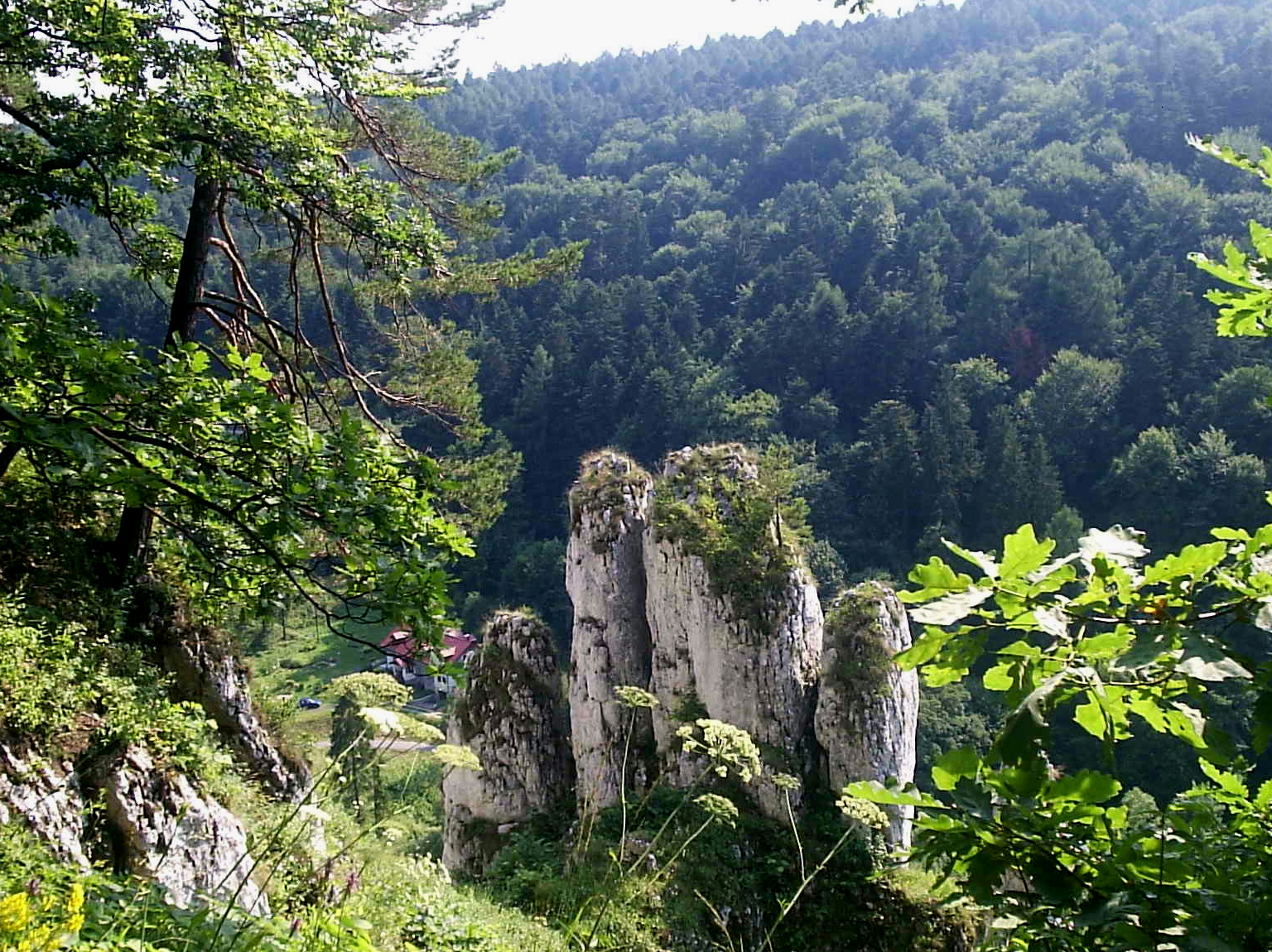
Widok z Koronnej Góry
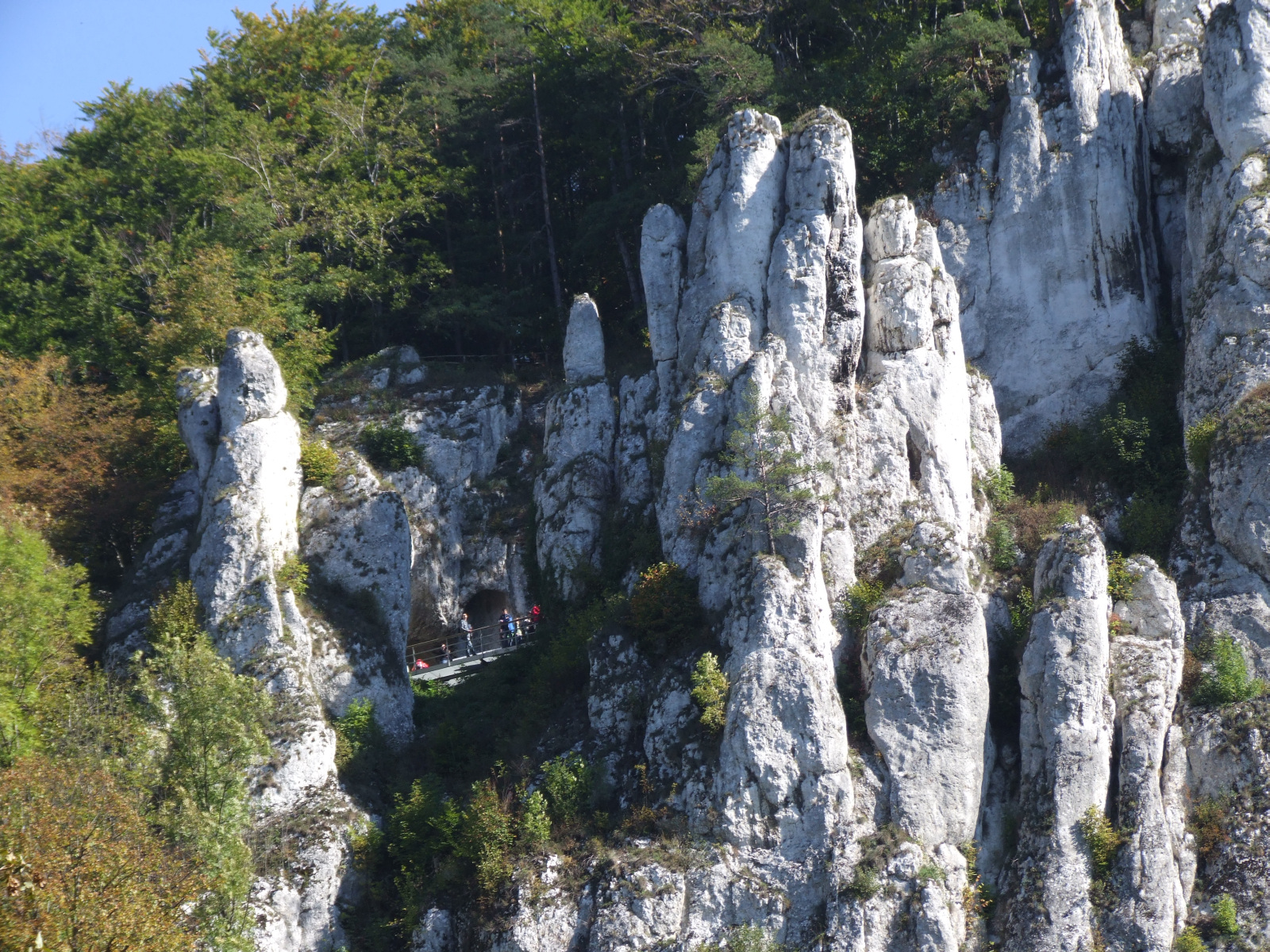
Widok z Doliny Prądnika. Widoczna platforma widokowa Jaskini Ciemnej
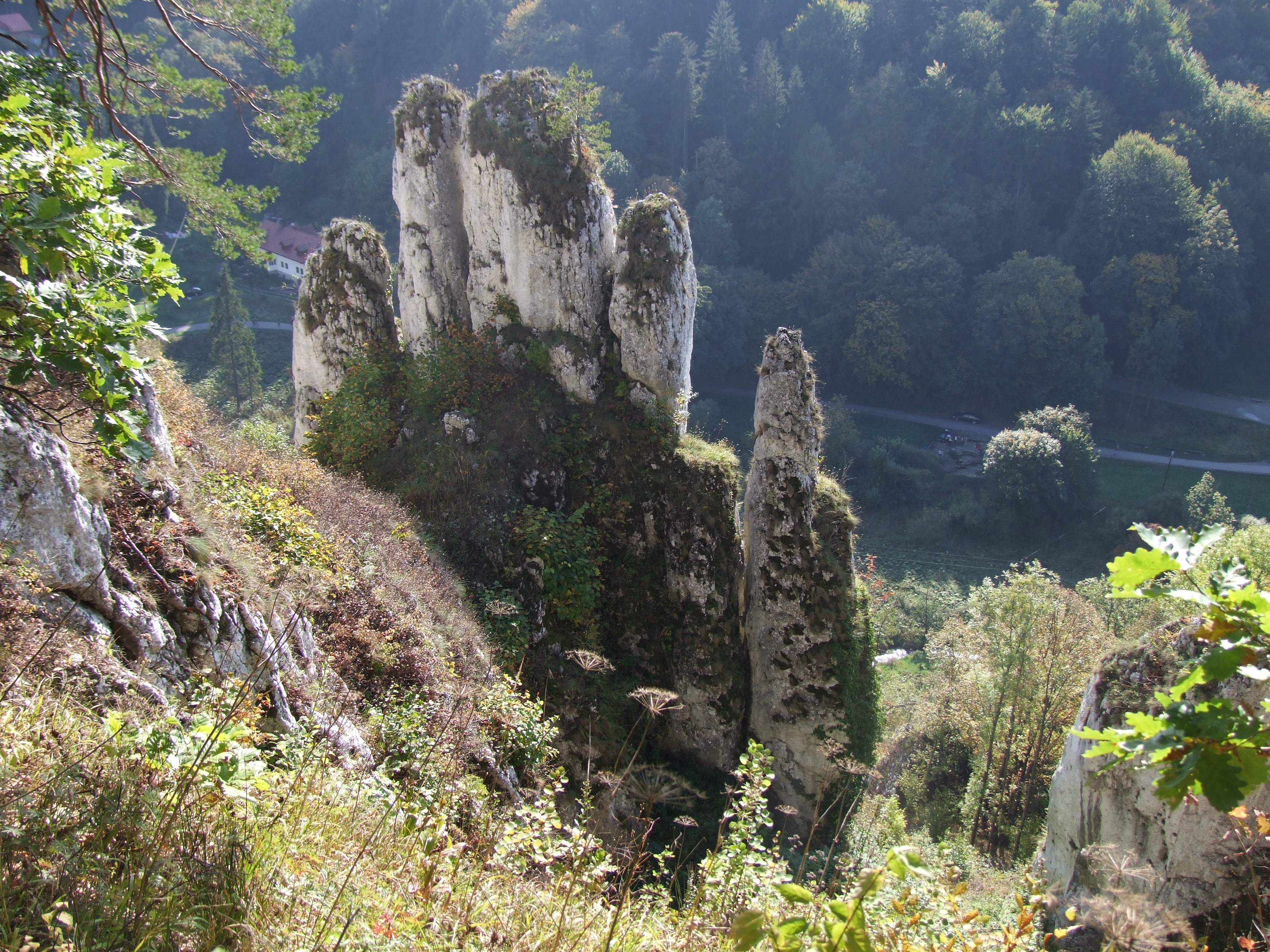
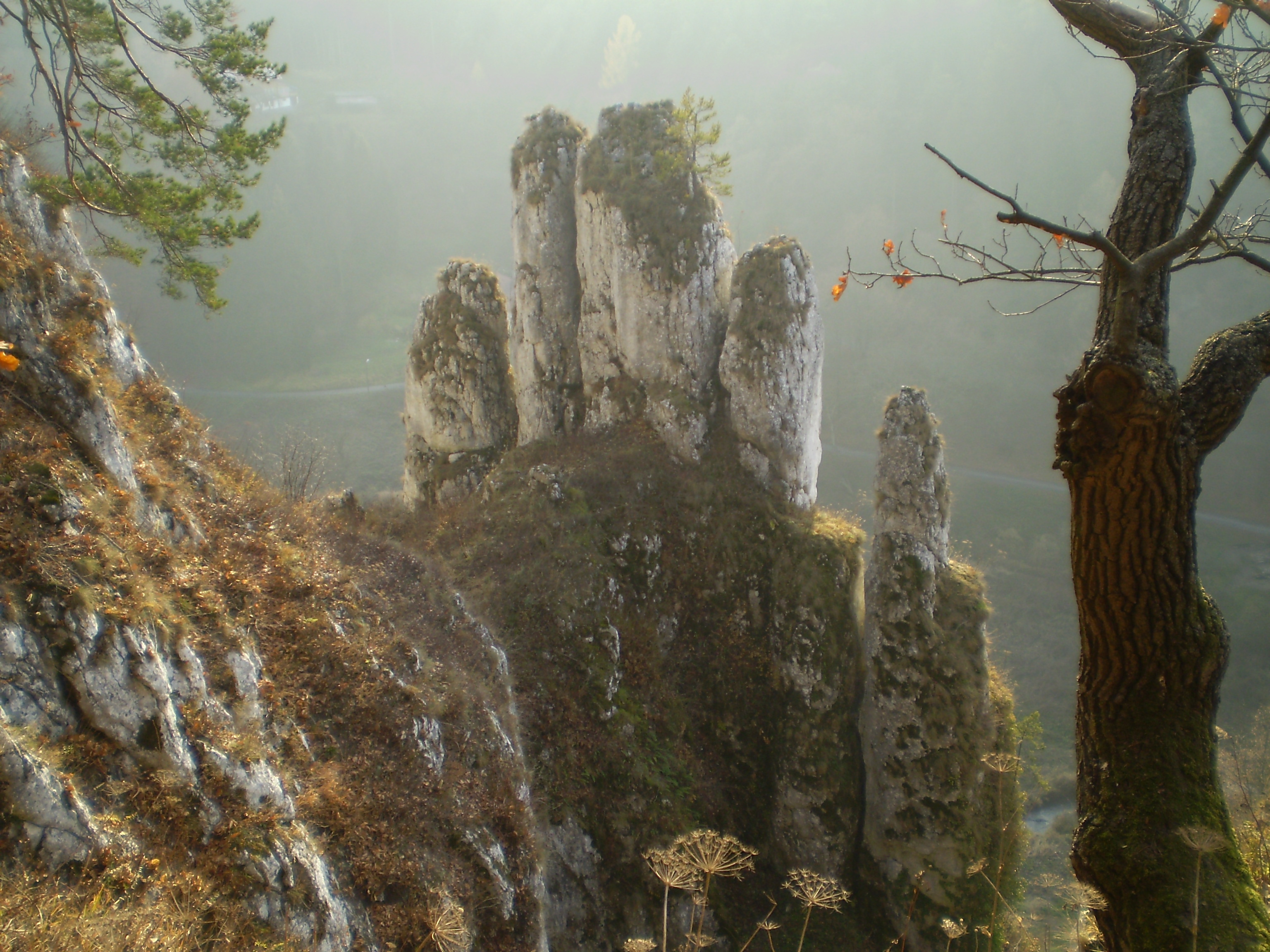